# Adnan Oktar
Adnan Oktar (født 2. februar 1956) er en tyrkisk forfatter og teleevangelist, også kendt som Harun Yahya. I vesten er han mest kendt for uopfordret at have sendt sin anti-evolutionsbog, The Atlas of Creation, i tusindvis til politikere, skoler, universiteter og museer i Europa og USA. I hjemlandet Tyrkiet er han også kendt for sin teleevangelisme på sin TV-kanal A9 TV, og hans to organisationer, "BAV" - 'Bilim Araştırma Vakfı' (Videnskab forsknings fond) og 'Milli Değerleri Koruma Vakfı' (Nationale værdiers bevarelsesfond).
Adnan Oktar er blevet stærkt kritiseret for både hans bøger og hans tv-shows. Han har anlagt over 5.000 retssager imod personer for bagvaskelse  og fået blokeret adskillige prominente websites, så de ikke kan læses i Tyrkiet. Hans organisationer beskrives som kult-agtige, og han selv som "den mest berygtede kultleder i Tyrkiet" 

## Biografi
Adnan Oktar blev født og voksede op i Ankara. I sin gymnasietid studerede han værker af islamiske lærde som Said Nursi  , en muslimsk kurdisk lærd, der skrev forskellige værker herunder Risale-i Nur. En Koran-kommentar, som omfatter en filosofisk og religiøst perspektiv.
I 1979 kom Oktar til Istanbul og begyndte på Sinan University. Det var en tid præget af ustabilitet, en tid markeret med vold og undertrykkelse, som førte til indsættelsen af en militærjunta efter kuppet september 1980. Ustabiliteten var i høj grad et resultat af koldkrigspolitik og sammenstødet mellem de kemalistiske sekulære modernister og den voksende bølge af islamisk militante. Det var i dette miljø, Oktar regelmæssigt tog til Molla-moskeen i Findikli tæt på Kunstakademiet, hvor Oktar studerede interiør arkitektur,  for at bede, uanset trusler. Edip Yuksel, som kendte ham i disse år, beskrev ham som en "sunni-fanatiker".
I begyndelsen af 1980'erne samlede han unge studerende omkring sig for at dele sine synspunkter om islam. Gruppen bestod primært af nyligt religiøse unge studerende og enkelte gymnasieelever, tilhørende en elite af socialt aktive, velansete og velstående familier i Istanbul. Ifølge Edip Yuksel præsenterede Oktar sin lære "blidt og på en moderne måde til børn af den privilegerede klasse, uden at true dem ... en raffineret og urbaniseret version af Said Nursi".
I hans religiøse lære argumenterer Oktar imod marxisme, kommunisme og materialistisk filosofi. Han lægger særlig vægt på at modbevise evolutionsteorien og darwinismen, som han følte var blevet forvandlet til en ideologi, der blev brugt til at fremme materialisme, ateisme, og mange tilsvarende ideologier. Han finansierede personligt en pjece med titlen "Evolutionsteorien" , som kombinerede "mysticisme med videnskabelig retorik".
I 1986 begyndte Oktar på Filosofisk Institut på Istanbul Universitet. Han begyndte at holde foredrag i en moské for sine venner og følgere, mange af dem universitetsstuderende fra Bosphorus Universitet, et af de mest prestigefyldte universiteter i Tyrkiet. Adnan Oktars navn begyndte at dukke regelmæssigt op i pressen, undertiden i overskrifterne. Senere samme år udgav han en 550-siders bog med konspirationsteorier, med titlen "Jødedom og Frimureri", om hvorledes statslige kontorer, universiteter, politiske grupper og medier var påvirket af en "skjult gruppe"  for at "erodere de åndelige, religiøse og moralske værdier hos det tyrkiske folk og gøre dem til dyr.". Da Oktar senere blev fængslet i 19 måneder (uden formel anklage  ) for at fremme en teokratisk revolution, og senere anbragt på et psykiatrisk hospital i 10 måneder, var det i følge Oktar som konsekvens af udgivelsen af hans bog "Jødedom og Frimureri"  .
Gennem 1980'erne og begyndelsen af 1990'erne fik Oktar opbygget sit samfund af tilhængere, hvoraf mange især kom gennem aktiv rekruttering på feriesteder langs Marmarahavet. Den sociale organisation inden for gruppen blev mere hierarkisk og antog en messiansk karakter . Oktar siger, at på grund af anarki og terror i de år, var han ude af stand til at fortsætte sine studier. Han var på det tidspunkt allerede begyndt at arbejde på nogle af sine mange bøger, så da han forlod skolen viede han sin energi til sine bøger .
I 1990 grundlagde han Videnskabens Forsknings Fond (på tyrkisk, Bilim Araştırma Vakfi eller BAV). Formålet med fonden var at afholde konferencer og seminarer med videnskabelige aktiviteter, "der er målrettet at bevidstgøre masserne om, hvad de reelle underliggende årsager til sociale og politiske konflikter var" , som Oktar beskriver som værende materialisme og darwinisme. Nogle medier beskriver Oktars fond som "en hemmelighedsfuld islamisk sekt"  og "kult-lignende organisation, der nidkært vogter hemmelighederne af sin betydelige rigdom" . BAV har siden sin grundlæggelse afholdt hundredvis af konferencer om kreationisme i Tyrkiet og resten af verden. Igennem BAV har Oktar skabt et stort forlag  med et stort antal udgivelser som sælges i islamiske boghandlere over hele verden , og han betragtes som "en af de mest udbredte forfattere i den muslimske verden" . Oktar har også sit eget teleevangelistiske tv show, hvor han bl.a. optræder med nogle af sine kvindelige tilhængere (udvalgt for deres udseende), som han kalder sine "killinger' .
I 2010 blev Oktar udpeget til at være blandt top 50, af "De 500 mest indflydelsesrige muslimer" i verden af det Kongelige Jordanske Center for Islamisk Strategiske Studier for sin formidling af kreationisme i en islamisk sammenhæng og andre ekstensivt distribuerede publikationer om islamiske emner. Oktar er fortaler for en Tyrkisk-Islamisk union, hvor han forestiller sig den muslimske verden under tyrkisk lederskab.

## Forfatterskab
Oktar har udgivet et antal bøger under pseudonymet Harun Yahya. Navnet er er sammensat af de islamiske udgaver af navnene på to profeter fra biblen, Aron og Johannes Døberen. Hans bøger argumenterer imod evolution, som han opfatter som Darwinisme ved henvisning til sætningen "den stærkeste overlever". Han opfatter evolution som gudsbenægtende, amoralsk, materialistisk, kommunistisk, samt at evolution inspirerer til Nazisme, Terrorisme og Ateisme  . En af grundene til at Oktars bøger er populære er deres høje fremstillingskvalitet og flotte farveillustrationer, hvilket man normalt ikke ser meget af i tyrkiske videnskabelige publikationer.

## Kreationisme
Han er fortaler for særlig form for islamisk gammel jord kreationisme uden evolution . Og han har været forfatter og medforfatter til en lang række pseudovidenskabelige bøger, heriblandt The Atlas of Creation, som han i 2007 uopfordret havde sendt til politikere, skoler, universiteter og museer i Europa og USA .
I mange år trak Oktar på teksterne af kristne kreationister til at udvikle sin kamp mod evolutionsteori. Men islam kræver ingen tro på Ung Jord-kreationisme, og er åben for det faktum at jorden har eksisteret i milliarder af år. Oktars udgivelser ligner mere Intelligent Design end kreationisme, selv Harun Yahyas hjemmeside blev opført som en "islamisk intelligent design"-hjemmeside af Discovery Institute. Men Oktar er ikke tilhænger af udtrykket Intelligent Design på grund af sit mangel på specifik omtale af Gud, kalder han det "en af Satans fælder. 
I begyndelsen af 1998 lancerede BAV sin første kampagne mod evolution og darwinisme. Tusindvis af gratis eksemplarer af Oktars bog, The Evolution Deceit , og pjecer baseret på bogen blev distribueret i hele Tyrkiet . Der løb regelmæssigt fuldsidesannoncer mod evolution i tyrkiske aviser. og endda en annonce i TIME. BAV agitere for en indsats, for at konfrontere tyrkiske akademikere, der underviste i evolutionær biologi . En række fakultetets medlemmer blev chikaneret, truet og bagtalt, hvilket dengang førte til retlige tiltag i mod BAV. I dag er det ikke længere muligt af finde akademikere der har mod på at sætte sig op imod BAV, af frygt for BAV og de radikale islamister .
I september 2008 kom Oktar med en udfordring, '"10 billioner tyrkisk lire til enhver, der kan fremvise bare en enkelt overgangsform til at bevise evolution" (det beløb svare til ca. 18.969 milliarder kroner, eller ca. 1/3 af hele verdens samlede årlige BNP). Ifølge Oktar "tilhører ikke et eneste [fossil], nogle af de mærkelige udseende skabninger under udvikling, af den slags, som evolutionisterne mener".
Dr. Kevin Padian ved University of California har kritiseret forestillingen om, at sådanne fossiler ikke eksisterer, og udtalt at Oktar "ikke har nogen fornemmelse af hvad man ved om tingenes forandring gennem tiderne, hvis han (Oktar) ser et krabbefossil, siger han "den ligner en almindelig krabbe, det er ikke evolution"" . Tyrkiske Taner Edis har sagt: "Der er ikke noget nyt i Yahyas materiale: videnskabeligt ubetydelige argumenter og direkte forvrængninger, ofte kopieret direkte kristen anti-evolutions litteratur, præsenteret med en konservativ muslimsk vinkel" og konkluderer "Det har ingen videnskabelig relevans overhovedet" . Ifølge Richard Dawkins, "ved [Oktar] ikke intet om zoologi, ved intet om biologi. Han ved ingenting om det, han forsøger at afvise" . Også i andre lande er der videnskabsfolk der er uimponerede og kritiske over for Oktars udgivelser .

### The Atlas of Creation
Oktar udgav 1. bind af sit Yaratılış Atlası (The Atlas of Creation) i oktober 2006 . Bind 2 og 3 fulgte i 2007. En dedikeret hjemmeside til bøgerne gik også online i 2007 (yaratilisatlasi.com, engelsk atlasofcreation.com). Bind nr. 3 udkom i 2012. Alle bøgerne er meget store, tunge og flot illustrerede. Udgivelsen vakte en del opsigt fordi tusinder af kopier af bogen blev sendt - uopfordret - til skoler, fremtrædende forskere og forskningsinstitutter i hele Europa og USA  . En del har udtrykt sig imponerede over, hvor flotte bøgerne er, men mindre imponerede over indholdet. Den hårdeste kritik er ikke overraskende kommet fra fagfolk.
New York Times skrev "Med sine 28 x 43 cm. og 5½ kg, med et lyst rødt omslag og næsten 800 blanke sider, de fleste af dem overdådigt illustreret, er "Atlas of Creation" nok den største og smukkeste kreationistiske udfordring endnu givet til Darwins teori, som Mr. Yahya kalder en svag og perverteret ideologi modsagt af koranen. 
Biologen Kevin Padian fra University of California, Berkeley udtalte at han "bare [var] forbløffet over dens størrelse og produktionsværdi, og lige så forbløffet over, hvilen bunke lort den er." . Gerdien de Jong fra Universiteit Utrecht beskrev bogens tænkning som "absurd latterlig" . PZ Myers fra University of Minnesota Morris, skrev om bogen "Bogens generelle mønster er gentagende og forudsigeligt: bogen viser et billede af et fossil og et billede af et levende dyr, og erklærer, at de ikke har ændret sig det mindste, og at evolutionen derfor er falsk. Om og om igen. Det bliver hurtigt trættende, og det er almindeligvis forkert (de har ændret sig) Og fotografierne, som er flotte, er tyvstjålet." 
Europarådets Parlamentariske Forsamlings udvalg for videnskab og uddannelse, i en rapport om farerne ved kreationisme i uddannelse skrev :
  I hans mange anti-darwinistiske værker forsøger (Yahya) at bevise evolutionens absurditet og uvidenskabelige karakter, hvilket for ham kun er en af Satans største bedragerier. Den pseudo-videnskabelige metode, han bruger i sit arbejde, kan imidlertid ikke på nogen måde betragtes som videnskabelig. Forfatteren forsøger at bevise evolutionsteoriens ikke-videnskabelige karakter, ved at tage og udfordre beviserne for evolutionen. Han nævner ikke nogen tidligere spørgsmål. Da han kun sammenligner fotografier af fossiler med fotografier af nulevende arter, byder han ikke på nogen videnskabeligt beviser for sine udsagn. Endnu bedre ... på side 60 i dette værk ser vi et glimrende billede af en fossil af aborre med påstanden om, at denne fisk ikke har udviklet sig i løbet af millioner af år. Det er imidlertid forkert: en detaljeret undersøgelse af de fossiler og de aborre, der lever i dag, viser, at de tværtimod har udviklet sig meget. Desværre er Yahyas bog fuld af denne slags løgn. Ingen af argumenterne i dette værk er baseret på noget videnskabeligt bevis, og bogen synes mere som en primitiv teologisk afhandling end en videnskabelige afvisning af evolutionsteorien. Det kan bemærkes, at Yahya siger, at han har støtte fra store forskere. De skulle også være specialister i evolutionens biologi! ... Kun ved at præsentere fakta uden nogen teori eller bevis, misbruger Harun Yahya godtroenheden hos de personer, som lytter til ham eller læser sine værker. Som Jacques Arnoult understreger, at BAV og Harun Yahya i Tyrkiet, ligesom det amerikanske institut for skabelsesforskning, benytter sig af halve, faktisk fejlagtige henvisninger, til at opbygge deres kreationstiske argumenter. Forfatterne tøver ikke med at citere magasinartikler, der forsvarer evolution, men det lykkes dem at omdanne betydningen ved at forkorte citaterne. Dette er intet mindre end intellektuel uærlighed, hvilket er særligt skadeligt. 

## Blokering af websites
Adnan Oktar har fået den tyrkiske regering til at blokere af adgangen til adskillige websites, efter han har sagsøgt dem for bagvaskelse. I 2007 sagsøgte bl.a. han det populære sociale netværk Ekşi Sözlük, og nyhedssitet Süper Poligon for bagvaskelse. Og fik retten til at beordre internetudbyderen til at lukke for adgangen til siderne . Også de internationale hjemmesider er blevet blokeret i Tyrkiet, bl.a. nyhedssitet WordPress.com, som også blev beskyldt for at indeholde blogs med bagvaskende materiale. WordPress.com var dog ikke villige til at fjerne det stødende materiale .
I 2008 lukkede en Tyrkisk ret for adgangen til richarddawkins.net, Richard Dawkins' officielle hjemmeside, som ifølge Oktar indeholdt materiale der var bagvaskende, blasfemisk og fornærmende over for religion, og at han selv blev krænket på siden. blokeringen blev fjernet 8. juli 2011     . Yderligere fik Oktar i 2008 retten til at lukke for hjemmesiden Eğitim-Sen (Fagforeningen for undervisere og videnskabsarbejdere), på grund af deres omtale af hans bog The Atlas of Creation    .
Den tyrkiske Forfatter Edip Yuksel en tidligere bekendt af Oktar, fik sit website blokeret for kritik af The Atlas of Creation, og har været ude af stand til at få udgivet en kritik bog Antikristkulten, da ingen forlag har mod på at trodse Oktars advokater .